# Pseudosciara nigricolor
Pseudosciara nigricolor är en tvåvingeart som först beskrevs av Günther Enderlein 1911.  Pseudosciara nigricolor ingår i släktet Pseudosciara och familjen sorgmyggor. Inga underarter finns listade i Catalogue of Life.